# Liste der Pseudobasiliken in Litauen

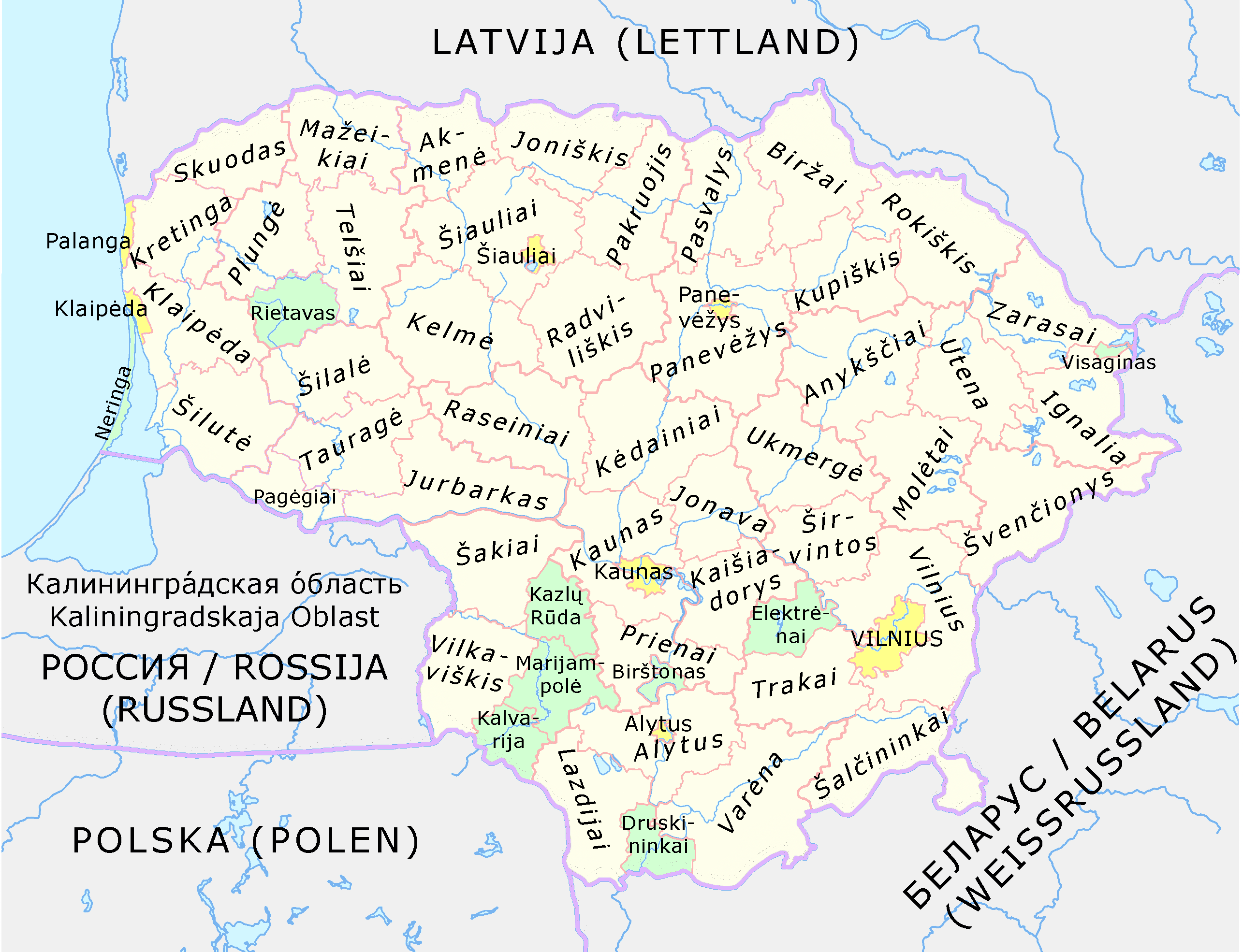
Übersichtskarte von Litauen

▶ Listen von Pseudobasiliken – Übersicht
– Siehe auch Hallenkirchen in Litauen (125) –
Information:
- Pa = Das nichtkommerzielle Portal Panoramas.lt stellt interaktive Panoramaaufnahmen, nicht zuletzt von Kircheninneren bereit, zumeist ergänzt um historische Informationen zum jeweiligen Bauwerk. Da (anderweitige) Baubeschreibungen sich zumeist auf die Feststellung der Dreischiffigkeit beschränken, sind sie eine wichtige architektonische Information.

Namen:
- Die Namen der Heiligen stehen im Litauischen grundsätzlich im Genitiv, in den Übersetzungen wird das nur teilweise nachvollzogen.
- Das Marien-Patrozinium wird in Litauen auch in seinen Ausschmückungen fast immer durch „Švč. Mergelės Marijos“ („der allerheiligsten Jungfrau Maria“) ausgedrückt, die Übertragungen sind demgegenüber zumeist verkürzt.

Anzahl: 73
| Ort                               | Kirche                                                                        | Anmerkungen | Fotos | Fotos                            |
| --------------------------------- | ----------------------------------------------------------------------------- | --- | ----- | -------------------------------- |
| Akmenė                            | Šv. Onos (St. Annen) (CC)                                                     | 1907–1912 |       |                                  |
| Aviliai Rg. Zarasai               | Šv. Kryžiaus Išaukštinimo (Kreuzerhöhung) (CC)                                | 1875; Mittelschiff und schmale Seitenschiffe flackdeckig, Grenzfall Pseudobasilika/Halle, Altarraum Tonnengewölbe                  |       |                                  |
| Baltriškės Rg. Zarasai            | Šv. Kazimiero (St. Kasimir) (CC)                                              | 1920 |       |                                  |
| Bijutiškis Rg. Molėtai            | Šv. Onos (St. Annen) (CC)                                                     | 1931, Grenzfall Pseudobasilika/Halle                                                                                               |       |                                  |
| Braziūkai Rg. Kaunas              | Švč. M. Marijos Nekaltojo Prasidėjimo (Unbefl. Empfängnis) (CC)               | 1932 |       |                                  |
| Darbėnai Rg. Kretinga             | Šv. apaštalų Petro ir Pauliaus (St. Peter u. Paul) (CC)                       | 1842 |       | Facebook: Innenfoto              |
| Daujėnai Rg. Pasvalys             | Švč. Jėzaus Vardo (Jesu Namen) (CC)                                           | 1794–1803, Mittelschiff Stichkappentonne mit blinden Obergaden                                                                     |       | Innenfoto                        |
| Deltuva Rg. Ukmergė               | Švč. Trejybės (Trinitatis) (CC) Pa                                            | 1752, Segmentbogentonne zwischen Flachdecken, Grenzfall Pseudobasilika/Halle                                                       |       |                                  |
| Dubičiai Rg. Varėna               | Švč. Jėzaus Širdies (Herzjesu) (CC)                                           | 1909; Beschreibung „dreischiffig“, Pseudobasilika anhand Außengestalt                                                              |       |                                  |
| Eišiškės Rg. Šalčininkai          | Kristaus Karaliaus Žengimo į dangų (Christi Himmelfahrt) (CC)                 | 1852 |       |                                  |
| Eitminiškės Rg. Vilnius           | Šv. Antano Paduviečio (Antonius von Padua) (CC)                               | 1924 |       | Innenfotos siehe                 |
| Eržvilkas Rg. Jurbarkas           | Šv. Jurgio (St. Georg) (CC)                                                   | 1855 |       |                                  |
| Garliava Rg. Kaunas               | Šv. Trejybės (Dreifaltigkeit) (CC)                                            | 1809, Umbau 1935 |       | Link mit Innenfoto               |
| Gudeliai Gem. Marijampolė         | Švč. M. Marijos Škaplierinės (Mariä Schulter) (CC)                            | 1895 |       | Link mit Innenfoto               |
| Girdiškė Rg.Šilalė                | Švč. M. Marijos Snieginės (Maria Schnee) (CC)                                 | spitzbogige Kreuzgratgewölbe, Höhenabsatz innen nicht dokumentiert                                                                 |       |                                  |
| Girdžiai Rg. Jurbarkas            | Šv. Marijos Magdalietės (Maria Magdalena) (CC)                                | 1926, Vorgänger seit 16. Jh. |       |                                  |
| Igliauka Rg. Marijampolė          | () (CC) Pa                                                                    | 1884, Mittelschiff Kreuzrippengewölbe, Seitenschiffe flachdeckig, Vorgängerbau 1781                                                |       |                                  |
| Išlaužas Rg. Prienai              | Švč. M. Marijos, Krikščionių Pagalbos (Mariahilf) (CC)                        | 1933 |       |                                  |
| Josvainiai Rg. Kėdainiai          | Visų Šventųjų (Allerheiligen) (CC)                                            | 1898–1907 |       | Innenfoto fehlt                  |
| Juodaičiai Rg. Jurbarkas          | Nukryžiuotojo Jėzaus (Jesu Kreuzigung) (CC)                                   | 1931 |       |                                  |
| Kazlų Rūda                        | Švč. Jėzaus Širdies (Herz-Jesu-Kirche) (CC)                                   | 1925, Mittelschiffstonne weniger als Halbkreis                                                                                     |       |                                  |
| Kėdainiai                         | Šv. Jurgio (St. Georg) (CC) Pa                                                | 1460, Brand 1781, Erneuerungen 1758, 1839, 1928                                                                                    |       |                                  |
| Kelmė                             | Švč. M. Marijos Ėmimo į dangų (Mariä Himmelfahrt) (CC) Pa                     | 1908, Kreuzrippengewölbe |       |                                  |
| Kretinga                          | evangelisch- lutherische K. (CC)                                              | 1896–1899, Außenbau Feld- u. Backstein, Innenkonstruktion aus Holz                                                                 |       |                                  |
| Kretingalė Rg. Klaipėda           | evangelisch- lutherische K. (CC)                                              | 1741 |       |                                  |
| Kruopiai Rg. Akmenė               | Šv. Onos (St. Annen) (CC) Pa                                                  | gemauerte Kirche seit 1879, 1944 zerstört, 1965 wiederaufgebaut                                                                    |       |                                  |
| Kyburiai Rg. Pasvalys             | Švč. M. Marijos Angeliškosios (Maria zu den Engeln) (CC) Pa                   | 1927, (neo-)klassizistisch mit prismatischer Mittelschiffsdecke                                                                    |       |                                  |
| Laukžemė Rg. Kretinga             | Šv. apaštalo Andriejaus (St. Andreas) (CC)                                    | 1850 |       |                                  |
| Lavoriškės Rg. Vilnius            | Šv. Jono Krikštytojo (Johannis d. T.) (CC)                                    | 1888–1906, aber erst 1927 geweiht, Spitzbogenarkaden, blinde Obergaden, flache Decken bzw. Muldendecke                             |       | Innen- panorama                  |
| Leipalingis Gem. Druskininkai     | Švč. M. Marijos /Ėmimo į dangų (Mariä Himmelfahrt) (CC)                       | 1821 |       |                                  |
| Maišiagala Rg. Vilnius            | Švč. M. Marijos /Ėmimo į dangų (Mariä Himmelfahrt) (CC)                       | 1865 |       |                                  |
| Marijampolė                       | Šv. arkangelo Mykolo (Erzengel Michael) (CC)                                  | 1824 |       |                                  |
| Medingėnai Gem. Rietavas          | Švč. Trejybės (Trinitatis) (CC) Pa                                            | 1902 |       |                                  |
| Meteliai Rg. Lazdijai             | Kristaus Atsimainymo (Verklärung Christi) (CC)                                | 1822 |       | Link mit Innenfoto               |
| Naujas Strūnaitis Rg. Švenčionys  | Šv. apaštalų Petro ir Povilo (St. Peter und Paul) (CC)                        | 1848 |       |                                  |
| Naujasis Daugėliškis Rg. Ignalina | Šv. Joakimo ir Onos (St. Joachim u. Anna) (CC)                                | Grenzfall Hallenkirche/Pseudobasilika, 1889, Vorgänger seit 1511                                                                   |       |                                  |
| Pakuonis Rg. Prienai              | Švč. M. Marijos /Ėmimo į dangų (Mariä Himmelfahrt) (CC) Pa                    | 1883 |       |                                  |
| Palonai Rg. Šiauliai              | Dievo Apvaizdos (Göttl. Vorsehung) (CC)                                       | 1935–1939 |       |                                  |
| Panemunėlis Rg. Panevėžys         | Šv. Juozapo Globos (St. Joseph) (CC)                                          | 1911; hölzerner Vorgänger seit 1791                                                                                                |       | Google Streetview                |
| Papilė Rg. Šiauliai               | Šv. Juozapo (St. Joseph) (CC) Pa                                              | 1887, (hölzerne) Vorgänger seit 1493                                                                                               |       |                                  |
| Pašvitinys Rg. Šiauliai           | Švč. Trejybės (Trinitatis) (CC)                                               | 1852, hölzerne Vorgänger seit 1459                                                                                                 |       | Link mit Innenfotos              |
| Paįstrys Rg. Panevėžys            | Švč. M. Marijos Globos (Mariahilf) (CC)                                       | 1910, neugotische Holzkirche |       |                                  |
| Ratnyčia Gem. Druskininkai        | Šv. apaštalo Baltramiejaus (St. Bartholomäus) (CC)                            | 1905–1910, hölzerne Vorgänger seit 1650                                                                                            |       | Link mit Innenfotos              |
| Renavas Rg. Mažeikiai             | Šv. Izidoriaus (St. Isidor) (CC)                                              | 1933 |       |                                  |
| Salantai Rg. Kretinga             | Švč. M. Marijos Ėmimo į dangų (Mariä Himmelfahrt) (CC)                        | 1911, hölzerne Vorgänger seit 1630                                                                                                 |       |                                  |
| Šaukėnai Rg. Kelmė                | Švč. Trejybės (Trinitatis) (CC)                                               | 1989, neugotisch, hölzerne Vorgänger seit 1497, zuletzt 1947                                                                       |       | Link mit Innenfotos              |
| Šėta Rg. Kėdainiai                | Švč. Trejybės (Trinitatis) (CC)                                               | 1782, hölzerne Vorgänger seit 1499                                                                                                 |       | -->                              |
| Šiaudinė Rg. Šakiai               | Švč. Mergelės Marijos (Jungfrau Maria) (CC)                                   | |       |                                  |
| Siesikai Rg. Ukmergė              | Šv. apaštalo Baltramiejaus (Bartholomäus) (CC)                                | 1537 |       | Innenfotos siehe                 |
| Skapiškis Rg.                     | Šv. Hiacinto (Jackaus) (St. Hyazinth/Jacek) (CC) Pa                           | Miottelschiff Tonnengewölbe, Seitenschiffe Kreuzgratgewölbe 1819, hölzerner Vorgängerbau von etwa 1720 war 1806 abgebrannt         |       |                                  |
| Smilgiai Rg. Biržai               | Nukryžiuotojo Jėzaus (Kreuzigung Jesu) (CC)                                   | 1941–1942 |       |                                  |
| Smilgiai Rg. Panevėžys            | Šv. Jurgio (St. Georg) (CC)                                                   | 1764, Holzkirche, Vorgänger seit 1655, extrem schmale Seitenschiffe des zweijochigen Langhauses                                    |       |                                  |
| Stirniai Rg. Molėtai              | Jono Krikšt. Nukankinimo (Martyrium Johannis d. T.) (CC)                      | |       |                                  |
| Sutkai Rg. Šakiai                 | Švš. M. Marijos, Belaisvių Vaduotojos (Maria, Befreierin der Gefangenen) (CC) | 1825 |       |                                  |
| Šventežeris Rg. Lazdijai          | Švč. M. Marijos Gimimo (Mariä Geburt) (CC) Pa                                 | annähernd quadratisches Hochschiff mit seitlichen Zwischenpfeilern, Holzkirche, 1882, Vorgänger seit 1598, zunächst protestantisch |       |                                  |
| Tauragė (Tauroggen)               | Švč. Trejybės (Trinitatis) (CC)                                               | 1904, hölzerne Vorgänger seit 1507                                                                                                 |       |                                  |
| Tirkšliai Rg. Mažeikiai           | Kristaus Karaliaus (Christus König) (CC)                                      | 1937–1939, mehr Reformstil denn Neugotik                                                                                           |       |                                  |
| Trakai                            | () (CC)                                                                       | 1899, hölzerne Vorgänger seit 1405                                                                                                 |       | Link mit<bt />Innenfotos         |
| Tūbinės I Rg. Šilalė              | Dievo Apvaizdos (göttl. Vorsehung) (CC)                                       | außen wie eine Saalkirche, innen Pseudobasilika, 1824, Pfarre seit 1937                                                            |       |                                  |
| Tverečius Rg. Ignalina            | Švč. Trejybės (Trinitatis) (CC)                                               | 1906; Beschreibungen: „dreischiffig“, hoch gelegenes Westfenster                                                                   |       |                                  |
| Ukmergė                           | Šv. apaštalų Petro ir Povilo (St. Peter u. Paul) (CC)                         | 18001820, erneuert 1901–1902 |       |                                  |
| Uliūnai Rg. Panevėžys             | Kristaus Žengimo į dangų (Christi Himmelfahrt) (CC)                           | 1. Hälfte 20. Jh. |       | Innenfotos gegen Ende des Videos |
| Užuguostis Rg. Prienai            | Šv. apaštalų Petro ir Pauliaus (St. Peter u. Paul) (CC) Pa                    | |       |                                  |
| Vabalninkas Rg. Biržai            | Vabalninko bažnyčia.JPG (Mariä Himmelfahrt) (CC) Pa                           | 1817, hölzerne Vorgänger seit 1617                                                                                                 |       |                                  |
| Vaiguva Rg. Kelmė                 | Šv. Jono Krikštytojo (Johannes d. Täufer) (CC)                                | 1803/1804 zunächst zweitürmig, 1877–1881 umgebaut                                                                                  |       | Video, innen gegen Ende          |
| Viekšniai Rg. Mažeikiai           | Šv. Jono Krikštytojo (Johannis d. T.) (CC)                                    | vor ~ und hinter der Vierung dreischiffig, /1854                                                                                   |       |                                  |
| Vilkija Rg. Kaunas                | () (CC)                                                                       | 1908, hölzerne Vorgänger seit 16. Jh.                                                                                              |       |                                  |
| Vilkyškiai Gem. Pagėgiai          | evangelisch- lutherische K. (CC)                                              | Grenzfall Pseudobasilika/Hallenkirche, 1895–1898, Vorgänger aus Holz seit dem 16. Jh., aus Backstein seit 1770/71                  |       |                                  |
| Višakio Rg. Kazlų Rūda            | Šv. vyskupo Stanislovo (St. Stanislaus) (CC)                                  | 1883 |       |                                  |
| Vosiūnai Rg. Ignalina             | Švč. Mergelės Marijos (Jungfrau Maria) (CC)                                   | 1921 |       | Innenfotos fehlen                |
| Vytautava Rg. Trakai              | Šv. Antano Paduviečio (St. Antonius von Padua) (CC)                           | |       | Innenfotos fehlen                |
| Zarasai                           | Švč. M. Marijos Ėmimo į dangų (Mariä Himmelfahrt) (CC)                        | 1878 |       |                                  |
| Žeimelis Rg. Pakruojis            | Šv. apaštalų Petro ir Povilo (St. Peter und Paul) (CC)                        | 1826 |       |                                  |